# Geeuwenbrug
Geeuwenbrug (Drents: Gowenbrugge of De Gówe) is een dorp in de gemeente Westerveld, in de Nederlandse provincie Drenthe.
Het is gelegen langs de provinciale weg N371, die van Meppel naar Assen loopt, en aan de Drentsche Hoofdvaart. Tot 1998 was het dorp verdeeld over de gemeenten Dwingeloo en Diever.

## Geschiedenis
De oorspronkelijke naam van het dorp is Krommevoord of Krommevoordschebrug. Door het dorp stroomde door een beekdal een beek: de Lake. Deze beek werd vanaf het begin van de 17e eeuw gebruikt voor de afvoer van turf in eenvoudige schepen. De Lake werd gekruist door de landroute Steenwijk-Groningen, door een voorde bij de bocht van het riviertje. De Lake zorgde ook voor ontwatering van het veengebied. Door de onregelmatige waterstand en de grillige loop van de Lake, was hij niet goed genoeg bevaarbaar. Het kwam voor dat er onenigheid ontstond tussen turfschippers, als ze met hun bootjes bekneld raakten in de bocht. De beek werd daarom gekanaliseerd, en er kwam een brug in plaats van de voorde.
Door deze kanalisatie werd de naam Krommevoordschebrug vervangen door Geeuwenbrug. Na 1850 ontwikkelde zich bij de brug lintbebouwing aan de oostzijde van het kanaal. In het begin stelde die bebouwing niet veel voor: het waren niet meer dan een aantal verspreid staande plaggenhutten.

## Zie ook

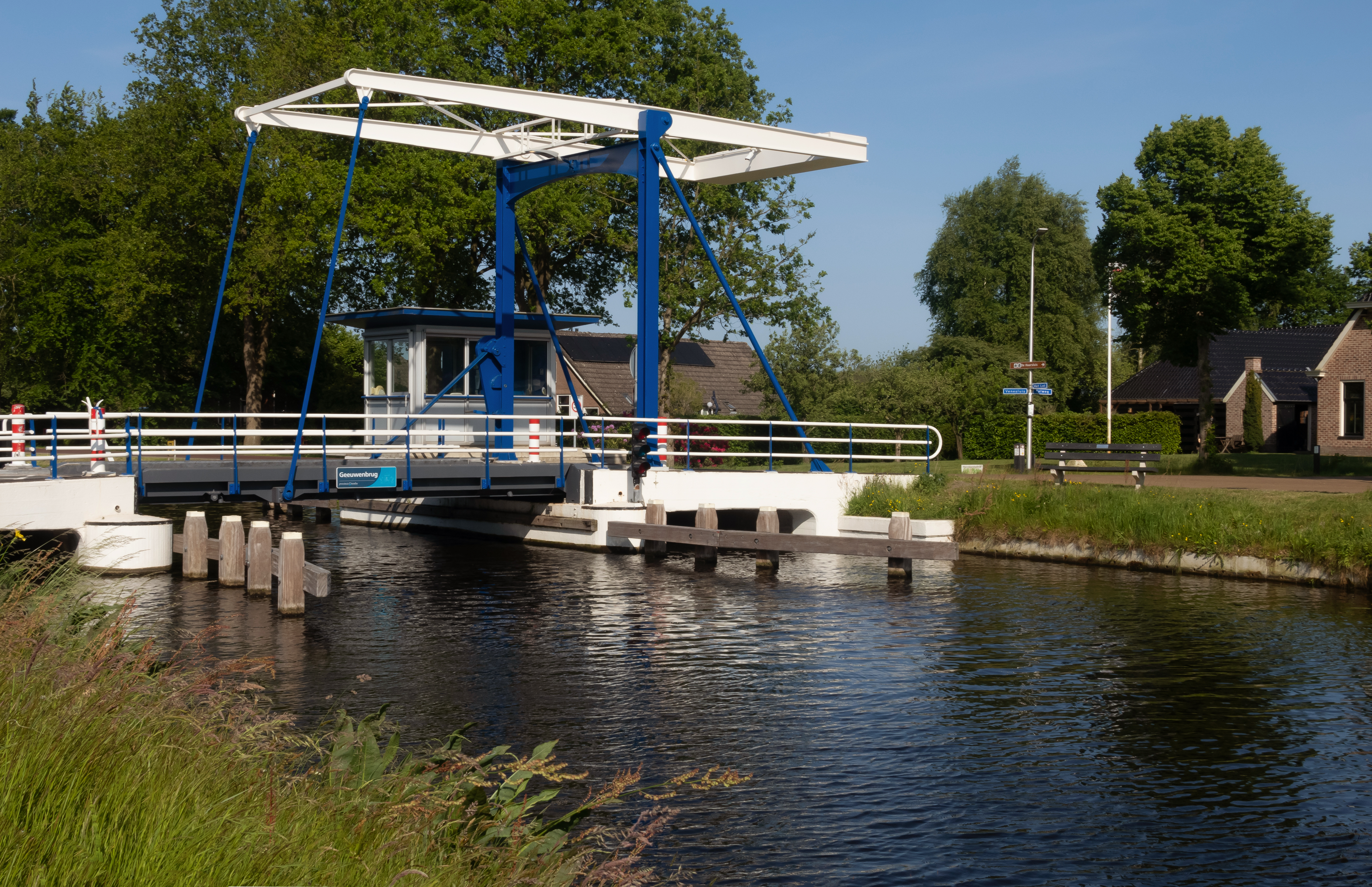
De Geeuwenbrug in Geeuwenbrug